# Juan Velit Granda
Juan Antonio Velit Granda (Ica, 24 de junio de 1941) es un internacionalista, periodista, docente y político peruano. Fue congresista de la república en el breve periodo 2000-2001.

## Biografía
Nació en Chincha Alta, ubicado en el Departamento de Ica, el 24 de junio de 1941.
Estudió en la facultad de Ciencias Sociales en la Pontificia Universidad Católica del Perú y realizó cursos de posgrado en el Instituto Raúl Porras Barrenechea y en la Universidad Nacional Mayor de San Marcos. Es máster en Ciencia Política de la Universidad Columbia Pacific en Estados Unidos.
También tiene experiencia en docencia en las siguientes universidades e instituciones:
- Profesor de Literatura Americana. Curso en la Universidad de Costa Rica (1970-1979).
- Profesor de Literatura Política (Curso de Verano - Costa Rica). Universidad Darmouth 1974.
- Profesor en la Academia Diplomática Peruana.
- Profesor de Política Internacional, Facultad de Ciencias de la Comunicación. Universidad San Martín de Porres (1981-1985).
- Profesor de Ciencias Políticas de la Escuela de Guerra (1986).
- Profesor Permanente del Centro de Altos Estudios Militares (CAEM). 1986.
- Profesor de Ciencias Políticas del Instituto Nacional de Altos Estudios Policiales (INAEP). 1988.
- Profesor de la Escuela Superior de Guerra Naval del Perú (1988 - 1989).
- Profesor de la Escuela Superior de Guerra (1988).
- Profesor de Relaciones Internacionales del Instituto de Ciencia Política «Voltaire» (1988).
- Profesor de la Escuela de Guerra Naval del curso: «Historia de la Estrategia».
- Profesor principal de la Escuela de Guerra Aérea.

Laboró como Agregado Cultural y de Prensa de la Embajada de Perú en Costa Rica (1976 - 1979), Subsecretario General de la Presidencia de la República, investigador del Centro Peruano de Estudios Internacionales (CEPEI), coordinador General del Consejo por la Paz (1991) y jefe de Redacción de «El Dominical» del Diario "El Comercio".
En la vida periodística fue colaborador de la «Revista de Defensa Española», del  Suplemento Dominical del Diario "El Comercio" y editor de la Sección Internacional del Diario «El Sol». También fue Director y Conductor del Programa Televisivo «VIsión Internacional» de TVPerú y comentarista de la Sección Internacional del Canal 13.

## Trayectoria en la política
Juan Velit se inició en la vida política cuando se apuntó como candidato al Congreso de la República en la lista del partido Unión por el Perú liderado por el ex-secretario de la ONU Javier Pérez de Cuéllar quien postulaba a la presidencia en las elecciones generales de 1995 compitiendo con Alberto Fujimori de Cambio 90. Al finalizar las elecciones, el partido logró tener representación en el parlamento quedando como las segunda fuerza política, sin embargo, Velit no resultó elegido.

### Congresista de la República
En las elecciones parlamentarias del año 2000, se afilió al partido Perú Posible de Alejandro Toledo y volvió a postular al Congreso logrando ser elegido con 34,706 votos para el periodo parlamentario 2000-2005.
Participó en la Marcha de los Cuatro Suyos organizada por Alejandro Toledo en contra del tercer mandato fujimorista. En el parlamento, ejerció como presidente de la comisión de Derechos Humanos.
En noviembre del mismo año, se difundió un vladivideo que hizo caer al régimen fujimorista y lo que llevó a que Alberto Fujimori anunciada nuevas elecciones para el año 2001. Tras esto, su mandato congresal se vio obligado a reducirse hasta julio del 2001. Velit intentó nuevamente postular al parlamento en representación del Departamento de Ica por Perú Posible, sin embargo, no logró ser reelegido.

## Publicaciones
- "Borges, su Mundo" Editorial Centro Universitario de Guanacaste. Costa Rica 1974.
- "Manuel González Prada, Vida y Obra". Editorial Ministerio de Cultura de Costa Rica. 1978.
- "Polemología y Militarismo en América Latina". Editorial Centro Regional Universitario de Guanacaste. Costa Rica 1979.
- "Perú y la Seguridad Internacional" Edit. W. Center y Flacso - Chile. 1999.
- COVID-19: trigo y cizaña.